# آدام یاکوبخ
آدام یاکوبخ (اسلواکی: Adam Jakubech؛ زادهٔ ۲ ژانویهٔ ۱۹۹۷) بازیکن فوتبال اهل اسلواکی است.
از باشگاه‌هایی که در آن بازی کرده‌است می‌توان به باشگاه فوتبال اسپارتاک ترناوا اشاره کرد.
وی همچنین در تیم‌های ملی فوتبال زیر ۱۸ سال اسلواکی، زیر ۱۹ سال اسلواکی، زیر ۲۱ سال اسلواکی، و اسلواکی بازی کرده‌است.